# Ghulam Hazrat Niazi
Ghulam Hazrat Niazi là một cầu thủ bóng đá người Afghanistan thi đấu cho Ordu Kabul F.C. và đội tuyển bóng đá quốc gia Afghanistan. Anh mang áo số 24 và thi đấu ở vị trí tiền vệ.

## Sự nghiệp câu lạc bộ
Hiện tại anh thi đấu cho Ordu Kabul F.C..

## Sự nghiệp quốc tế
Ghulam ra mắt cho đội tuyển quốc gia Afghanistan năm 2010, trong trận giao hữu với Tajikistan. Anh cũng thi đấu cho Afghanistan ở Vòng loại giải vô địch bóng đá thế giới 2014 ở Palestine với trận hòa 1-1.